# Echinopsis calochlora
Az Echinopsis calochlora a szegfűvirágúak (Caryophyllales) rendjébe, ezen belül a kaktuszfélék (Cactaceae) családjába tartozó faj.

## Képek

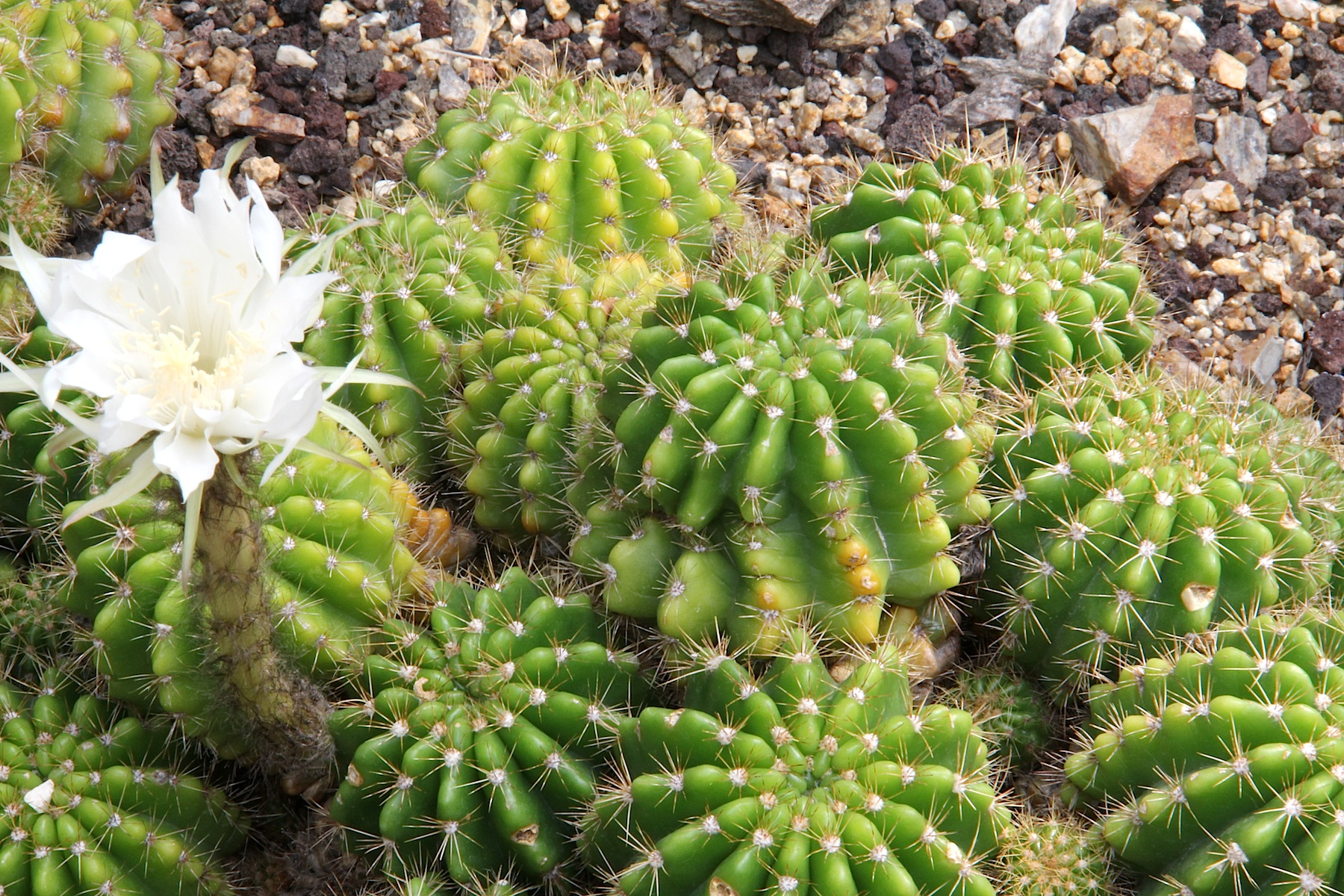
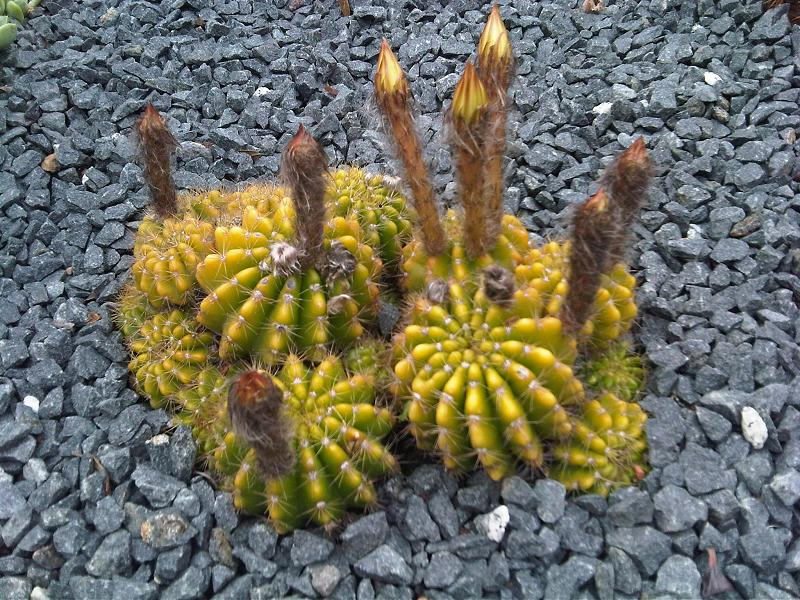
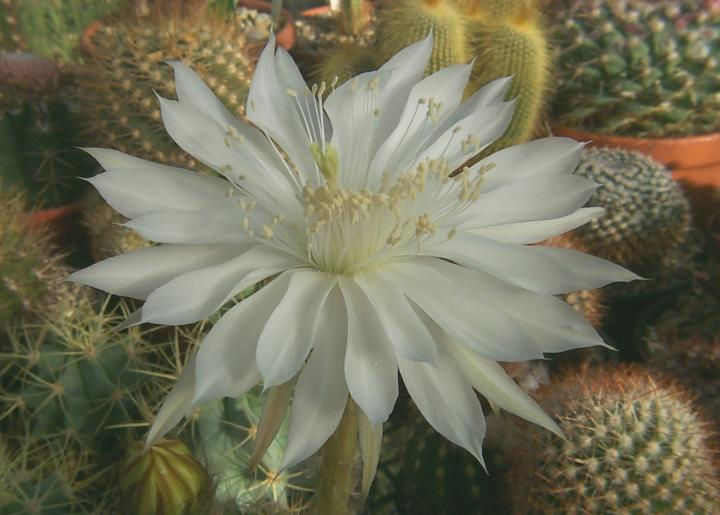

## Előfordulása
Az Echinopsis calochlora előfordulási területe Dél-Amerika középső részein található. Bolíviában és Brazília nyugati felén őshonos kaktuszfaj. 500-1000 méteres tengerszint feletti magasságok között él.